# Жорданиа, Иосиф Фёдорович
Иосиф Фёдорович Жорданиа (15 мая 1895, Тифлис — 20 августа 1962, Рио-де-Жанейро) — выдающийся советский акушер-гинеколог.

## Биография
Родился 15 мая 1895 года в Тбилиси, Российская Империя. В 1915 году поступил в Военно-медицинскую академию, которую окончил в 1923 г., после чего был прикомандирован ординатором акушерско-гинекологической клиники ВМА, где работал под руководством профессора Д. И. Ширшова. В 1927 г. стал преподавателем кафедры акушерства и гинекологии, затем был избран старшим ассистентом кафедры 1-го Ленинградского медицинского института им. И. П. Павлова. В 1937 г. защитил докторскую диссертацию на тему «Влияние гипофизарно-овариальных гормонов на сократительную деятельность матки животных в различные фазы полового цикла и беременности», а в 1939 г. был избран на должность
начальника кафедры акушерства и гинекологии Куйбышевской военно-медицинской академии. В 1942 г. началась мобилизация женщин в Красную Армию, где их впоследствии насчитывалось более 800 тыc. Профессор И. Ф. Жорданиа стал главным акушером-гинекологом Красной Армии, основателем военной гинекологии. Это был первый случай в истории, до
него ни в одной армии мира не существовало подобной должности. Впоследствии этот опыт стали использовать армии США, Израиля и других стран. Профессор Жорданиа разработал системы оказания медицинской помощи женщинам на различных этапах медицинской эвакуации. В послевоенное время профессор И. Ф. Жорданиа избирался на заведование кафедр акушерства и гинекологии Центрального института усовершенствования врачей, 2-го Московского медицинского института, Тбилисского института усовершенствования врачей, являлся главным акушером-гинекологом Министерства здравоохранения СССР. Он был членом президиума Всемирной федерации акушеров-гинекологов, председателем правления Всесоюзного общества акушеров-гинекологов, заслуженным деятелем науки. Одним из его главных детищ является Тбилиский институт физиологии и патологии женщины. Это
первый в мире институт такого профиля. Благодаря работе профессора Жорданиа многие семейные пары, страдающие бесплодием, обрели детей. Фактически институт одним из первых в мире стал заниматься проблемами репродуктологии, которая со временем превратилась в очень важное направление и даже отдельную специальность. И. Ф. Жорданиа является
автором ряда фундаментальных научных трудов, монографий, учебников, посвященых физиологии и патологии родов, беременности высокого риска, хирургической помощи при ранениях женских половых органов. Среди заслуг профессора Жорданиа особое место занимает великолепный учебник акушерства, который по праву считается одним из лучших, по нему обучалось и формировалось не одно поколение врачей. Учебник и сейчас не утратил своей актуальности.

## Формула определения срока беременности
Широкое распространение получила предложенная Ж. формула срока беременности: Х=L+C, где X — искомый срок беременности (в нед.); L — длина плода в матке (в см), полученная при измерении тазомером; С — лобно-затылочный размер (в см), также определяемый тазомером.

## Смерть
Погиб в авиакатастрофе 20 августа 1962 г.в Рио-де-Жанейро. По некоторым данным погиб, помогая покинуть самолёт женщине с ребёнком. В той же катастрофе погиб его коллега профессор А. М. Агаронов

## Упоминание в культуре
О героической гибели профессора Жорданиа поэт Андрей Вознесенский написал балладу.